# Bundesliga Femenina 1997-98
La Bundesliga Femenina 1997-98 fue la 8.ª edición de la máxima categoría de la liga de fútbol femenino de Alemania. Comenzó el 17 de agosto de 1997 y terminó el 7 de junio de 1998. El equipo campeón fue FSV Frankfurt y el subcampeón 1. FFC Frankfurt.

## Clasificación
| Pos. | Equipo                 | Pts. | PJ | G  | E | P  | GF | GC | Dif. | Clasificación o descenso  |
| ---- | ---------------------- | ---- | -- | -- | - | -- | -- | -- | ---- | ------------------------- |
| 1    | FSV Frankfurt (C)      | 56   | 22 | 18 | 2 | 2  | 80 | 19 | +61  | Campeón                   |
| 2    | 1. FFC Frankfurt       | 50   | 22 | 16 | 2 | 4  | 58 | 22 | +36  |                           |
| 3    | FCR 2001 Duisburg      | 47   | 22 | 15 | 2 | 5  | 57 | 22 | +35  |                           |
| 4    | Brauweiler Pulheim     | 39   | 22 | 12 | 3 | 7  | 35 | 28 | +7   |                           |
| 5    | Sportfreunde Siegen    | 38   | 22 | 12 | 2 | 8  | 46 | 23 | +23  |                           |
| 6    | 1. FFC Turbine Potsdam | 30   | 22 | 9  | 3 | 10 | 34 | 43 | −9   |                           |
| 7    | Heike Rheine           | 29   | 22 | 9  | 2 | 11 | 28 | 32 | −4   |                           |
| 8    | 1. FC Saarbrücken      | 29   | 22 | 9  | 2 | 11 | 32 | 41 | −9   |                           |
| 9    | 1. FFC Niederkirchen   | 20   | 22 | 5  | 5 | 12 | 26 | 44 | −18  |                           |
| 10   | SC 07 Bad Neuenahr     | 19   | 22 | 5  | 4 | 13 | 23 | 49 | −26  |                           |
| 11   | SC Klinge-Seckach      | 18   | 22 | 5  | 3 | 14 | 23 | 58 | −35  | Desciende a 2. Bundesliga |
| 12   | Hamburger SV           | 5    | 22 | 1  | 2 | 19 | 17 | 78 | −61  | Desciende a 2. Bundesliga |

 Fuente: 

## Goleadoras

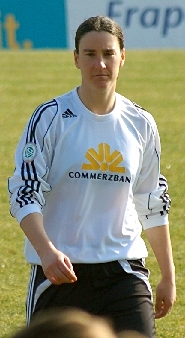
Birgit Prinz, goleadora de la temporada.

| Posición | Jugadora          | Club                 | Goles |
| -------- | ----------------- | -------------------- | ----- |
| 1        | Birgit Prinz      | FSV Frankfurt        | 23    |
| 2        | Sandra Smisek     | FSV Frankfurt        | 20    |
| 3        | Inka Grings       | FCR 2001 Duisburg    | 13    |
| 3        | Thekla Krause     | Sportfreunde Siegen  | 13    |
| 3        | Claudia Müller    | 1. FFC Frankfurt     | 13    |
| 3        | Jolanta Nieczypor | FCR 2001 Duisburg    | 13    |
| 7        | Carmen Holinka    | Brauweiler Pulheim   | 11    |
| 7        | Monika Meyer      | 1. FFC Frankfurt     | 11    |
| 7        | Carmen Schäfer    | SC 07 Bad Neuenahr   | 11    |
| 10       | Heidi Mohr        | 1. FFC Niederkirchen | 10    |
| 10       | Pia Wunderlich    | 1. FFC Frankfurt     | 10    |